# Cliente de blogging
Un cliente de blogging es un programa que sirve para publicar entradas o artículos en un weblog. Estos programas suelen comunicarse con el motor de blogging a través de un API basado en XML-RPC. Los clientes de blogging permiten crear y publicar nuevos artículos, a la vez que modificarlos y gestionarlos.
- Datos: Q5772567